# Spilogona placida
Spilogona placida är en tvåvingeart som först beskrevs av Huckett 1932.  Spilogona placida ingår i släktet Spilogona och familjen husflugor. Arten är reproducerande i Sverige. Inga underarter finns listade i Catalogue of Life.